# Daniël Lestevenon
Mr. Daniël Lestevenon (Amsterdam, 14 juni 1660 - begraven 's-Gravenhage, 13 januari 1736) was raad in de vroedschap, schepen en burgemeester van Gouda.

## Biografie
Lestevenon werd geboren als zoon van de Amsterdamse koopman Daniël Lestevenon (1623-1666) en diens tweede echtgenote Elisabeth le Gillon (1637-1703). Hij trouwde in 1697 met Margaretha Willemina van Kinschot (1667-1746), dochter van de raadsheer bij de Hoge Raad mr. Roeland van Kinschot en lid van de familie Van Kinschot.
Lestevenon was tussen 1688 en 1736 raad in de vroedschap, tussen 1690 en 1696 schepen en tussen 1701 en 1710 verschillende malen burgemeester van Gouda. Hij was daarnaast tussen 1697 en 1721 verschillende perioden gecommitteerde raad van Holland in het Zuiderkwartier en van 1715 tot 1718 ordinaris gedeputeerde ter  Staten-Generaal der Verenigde Nederlandse Provinciën.
Lestevenon was ook kerkmeester, commissaris huwelijkse zaken, weesmeester, scholarch en sleutelbewaarder te Gouda. Hij was daarnaast eigenaar van de Wassenaarse buitenplaats Eykenhorst die na zijn overlijden door zijn erfgenamen werd verkocht aan de Haagse burgemeester mr. Johan Pieter Dierquens (1710-1780).